# Huaya (distrito)
Huaya é um distrito do Peru, departamento de Ayacucho, localizada na província de Victor Fajardo.

## Transporte
O distrito de Huaya é servido pela seguinte rodovia:
- PE-32A, que liga o distrito de Chiara à cidade de Puquio [2][3][4]